# Нозеан

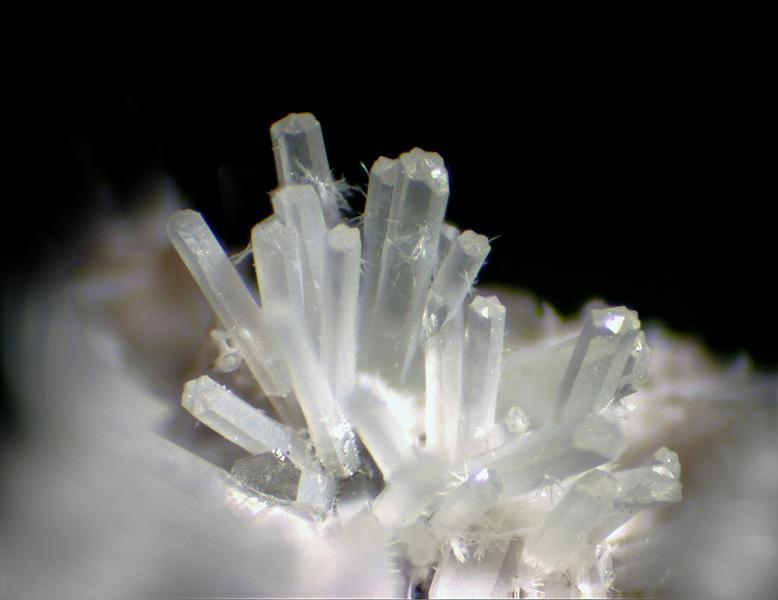
Нозеан

Нозеан (рос. нозеан; англ. nosean; нім. Nosean m) — мінерал, алюмосилікат натрію каркасної будови з додатковим аніоном [SO4]2-.

## Загальний опис
Хімічна формула: Na8[SO4][AlSiO4]6. Містить (%): Na2O — 27,3; SO3 — 14,1; Al2O3 — 26,9; SiO2 — 31,7.
Сингонія кубічна. Гекстетраедричний вид.
Утворює кристали додекаедричного обрису, часто суцільні маси. Двійники по (111).
Спайність ясна.
Густина 2,3-2,4.
Твердість 5,0-6,5.
Колір сірий з жовтуватим, зеленуватим або блакитним відтінками, рідше білий.
Злам раковистий.
Рідкісний.
Розповсюдження: оз. Лаахер (Ейфель, ФРН), Албанські гори (Італія), Канарські острови.
Названий за прізвищем французького мінералога К. В. Ноза (K.W.Nose), M.H.Klaproth, 1815.

## Різновиди
Розрізняють:
- нозеан карбонатистий (різновид нозеану, який містить до 1 % CaCO3).